# Mîhailo-Larîne, Jovtnevîi
Mîhailo-Larîne (în ucraineană Михайло-Ларине) este o comună în raionul Jovtnevîi, regiunea Mîkolaiiv, Ucraina, formată numai din satul de reședință.

## Demografie
Componența lingvistică a comunei Mîhailo-Larîne
     Ucraineană (90,51%)
     Rusă (7,72%)
     Română (1,51%)
     Alte limbi (0,1%)
Conform recensământului din 2001, majoritatea populației comunei Mîhailo-Larîne era vorbitoare de ucraineană (90,51%), existând în minoritate și vorbitori de rusă (7,72%) și română (1,51%).